# Cravanche
Cravanche é uma comuna francesa na região administrativa de Borgonha-Franco-Condado, no departamento do Território de Belfort. Estende-se por uma área de 1,35 km², com  2205 habitants habitantes, segundo os censos de 2006, com uma densidade de 1633 hab/km².